# Albert von Brunn
Albert von Brunn (Köthen, 19 de setembro de 1880 – Potsdam, 28 de dezembro de 1942) foi um astrônomo alemão.

## Vida e obra
Brunn estudou entre 1899 e 1904 na Universidade de Leipzig, Universidade de Würzburgo e Universidade de Göttingen. Obteve um doutorado em 1904 em Göttingen com a tese Die Säkularbeschleunigung des Mondes. Esteve depois na Universidade de Heidelberg, com Karl Wilhelm Valentiner e obteve a habilitação em 1909 na Universidade Técnica de Gdańsk, onde foi em 1920 diretor do observatório. Em 1922 foi professor honorário, as demitiu-se como diretor do observatório em 1926. De 1926 a 1928 trabalhou no observatório de Breslau, de 1929 a 1940 trabalhou no Einstein-Institut em Potsdam.
Brunn trabalhou com medição astronômica do tempo, teoria da refração e mecânica celeste. Em 1920 foi publicado em Danzig seu Bemerkungen zum Dreikörperproblem. Participou de uma expedição para comprovação da Teoria da Relatividade Geral mediante observações do desvio da luz de estrelas próximo ao sol em um eclipse solar por Erwin Finlay-Freundlich em 1929, embora fosse céptico em relação à teoria.